# Observatorio Boyden
El Observatorio Boyden es un observatorio de investigación astronómica y un centro de educación científica ubicado en Maselspoort, a 20 kilómetros al noreste de la ciudad de Bloemfontein en Free State, Sudáfrica. El observatorio es administrado por el Departamento de Física de la Universidad del Estado Libre (UFS). Los Amigos de Boyden ayudan al observatorio como un grupo de apoyo público, organizando veladas abiertas y protegiendo su interés público. Boyden también hace uso de miembros de ASSA Bloemfontein Center, el club de astronomía amateur de la ciudad, para presentadores y asistentes de telescopio.

## Historia
La estación de Boyden del observatorio de Harvard fue fundada en 1889 por la Universidad de Harvard en el montaje Harvard cerca de Lima, Perú. Fue trasladado al Observatorio de Carmen Alto en Arequipa, Perú en octubre de 1890. Fue nombrado por Uriah A. Boyden, quien en 1879 dejó en su testamento $ 238.000 al Observatorio de Harvard para ser utilizado para fines astronómicos. El trabajo significativo realizado en Arequipa incluye el descubrimiento de Phoebe, una luna exterior de Saturno, por William Henry Pickering usando placas fotográficas capturadas con un Bruce Astrograph de 61 cm.
En 1927, el observatorio fue trasladado a su actual ubicación en Sudáfrica. Esto se hizo porque se esperaba que Bloemfontein estuviera menos nublado que Arequipa, que después de dos años de grabación resultó ser verdad. El sitio cerca del establecimiento de Mazelspoort fue dedicado formalmente en 1933. Su primer y director de largo plazo en Sudáfrica era John S. Paraskevopoulos, quien ocupó el puesto de 1927 a 1951. Las ediciones financieras en Harvard casi condujeron al cierre de Boyden en 1954, Pero varios países europeos se convirtieron en socios en la financiación y el uso del observatorio. En 1975, Harvard, que había transferido el título al Instituto Smithsoniano, anunció que retiraría su apoyo al año siguiente. UFS aceptó apoyar la instalación, y fue donada a la UFS en 1976.